# مازراتی گرن‌توریزمو

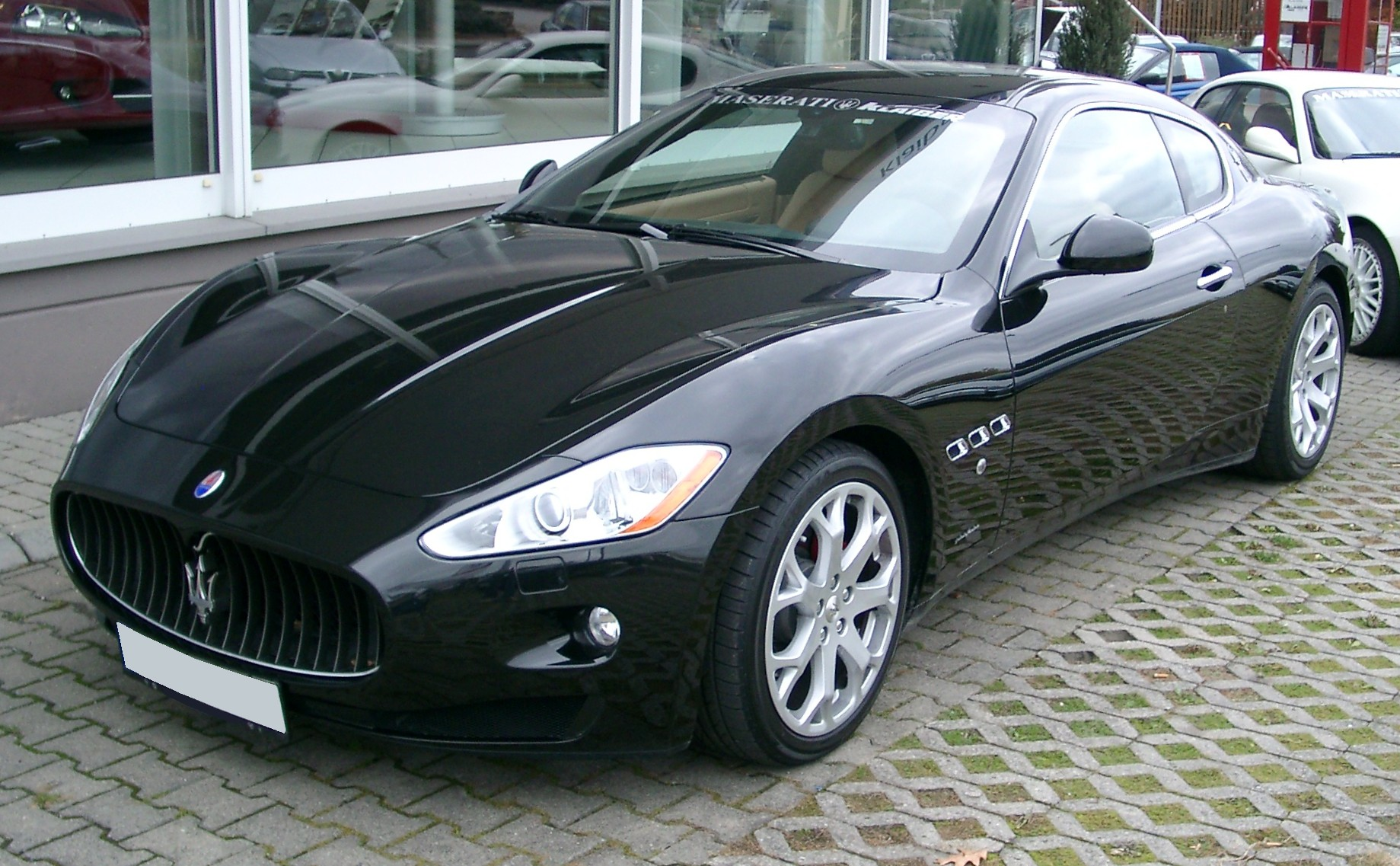

مازراتی گرن‌توریزمو (Maserati GranTurismo) خودرویی است که از سال ۲۰۰۷ تا ۲۰۱۹ تولید شده‌است.
حداکثر سرعت گران‌توریزمو ۲۸۵ کیلومتر بر ساعت و صفر تا صد آن ۵ ثانیه می‌باشد.
پلتفرم این خودرو Maserati M139 می‌باشد.
این خودرو در کلاس خودرو GT قرار گرفته، طراحی آن خودروهای موتور جلو-محور عقب بوده طول آن در حالت طبیعی ۴٬۸۸۱ میلیمتر (۱۹۲٫۲ اینچ)، عرض آن در حالت طبیعی ۱٬۸۴۷ میلیمتر (۷۲٫۷ اینچ) و ارتفاع آن در حالت طبیعی ۱٬۳۵۳ میلیمتر (۵۳٫۳ اینچ) و وزن آن در حالت طبیعی ۱٬۸۸۰ کیلوگرم (۴٬۱۴۰ پوند) است. سیستم جعبه‌دندهٔ آن ۶ دنده به صورت خودکار است. نسخه نهایی آن زدا است که این ماشین با رنگ آبی، سیاه و سفید عرضه می‌شود.
هم‌اکنون تولید این ماشین به پایان رسیده‌است.